# Proceratophrys pombali
Espèce
Proceratophrys pombali est une espèce d'amphibiens de la famille des Odontophrynidae.

## Répartition
Cette espèce est endémique de l'État de São Paulo au Brésil. Elle se rencontre à Itanhaém et à Santos.

## Description
Le mâle holotype mesure 35,1 mm. Les mâles mesurent de 31,9 à 44,0 mm et la femelle 33,8 mm.

## Étymologie
Cette espèce est nommée en l'honneur de José Perez Pombal Jr..

## Publication originale
- Mângia, Santana, Cruz & Feio, 2014 : Taxonomic review of Proceratophrys melanopogon (Miranda Ribeiro, 1926) with description of four new species (Amphibia, Anura, Odontophrynidae). Boletim do Museu Nacional, Nova Serie, Zoologia, vol. 531, p. 1–33 (texte intégral).